# Charles-Jérémie Hemardinquer
 (avril 2015).
Si vous disposez d'ouvrages ou d'articles de référence ou si vous connaissez des sites web de qualité traitant du thème abordé ici, merci de compléter l'article en donnant les références utiles à sa vérifiabilité et en les liant à la section « Notes et références ».
Charles-Jérémie Hemardinquer né le 16 septembre 1868 à Joinville-le-Pont et mort à Paris le 26 octobre 1944 est un professeur de sciences et de physique.

## Biographie
Peu édifié par les tentatives industrielles de son père, Jules, originaire de Lunéville, chemisier à Paris, plus tard fabricant d’encre en poudre, cousin de Mathias Hémardinquer, Charles passe ses dimanches matin aux cours gratuits des sciences physiques que dispense Jean-Gustave Bourbouze, préparateur du cours de physique de la faculté des sciences de Paris.
Maitre auxiliaire au lycée Saint-Louis, puis boursier de licence à Bordeaux (1889-1892), Charles va continuer l’œuvre de son maitre en reprenant son poste de préparateur à la Sorbonne (1889-1931). Dès 1895, il contribue à fonder une société (d’enseignement gratuit) des laboratoires Bourbouze dont il est le secrétaire général, sous la présidence des professeurs Dubois, Grehant, Lippmann (prix Nobel) et du constructeur Gaiffe. Pour elle, il publie les modes opératoires de physique de Jean Gustave Bourbouze en 1895. Dans les années 1890, il est également membre de la Société française de physique.

Devenu directeur des laboratoires, toujours soutenu par Gaiffe et le député Jean Morel, le 19 décembre 1909, il dépose au ministère du commerce les statuts d'une société anonyme qu'il fonde et baptise Scientia. 
En 1930, Charles Jérémie Hemardinquer est nommé commissaire général adjoint pour l'Enseignement supérieur, secondaire et primaire par le professeur Sébastien Charléty, commissaire général pour l’enseignement scientifique à l’Exposition internationale de 1930 (Liège) et conseiller au ministère du commerce extérieur pour l'Afrique et l'Asie (Colonies). 
La période de l’Occupation et l'« aryanisation » de l'école technique Scientia au profit de ses associés, vont le réduire à subsister de vacations. Il meurt peu après son retour à Paris à l'âge de 76 ans.

## Honneurs
- Chevalier de la légion d'honneur, 25 septembre 1920 en qualité de Secrétaire général des Laboratoires BOURBOUZE (et de la pharmacie centrale de France)
- Officier de la Légion d'honneur, 1932.
- Officier de l'Ordre de la Couronne (Belgique)
- Croix de guerre

## Ses publications
- Notions de mathématiques supérieures, 1907
- La persistance des impressions lumineuse sur la rétine et le cinématographe in REVUE SCIENTIFIQUE no 7 du 13/04/1907-, 1907
- Les alliages métalliques, 1908
- La science au théâtre, 1908
- « Les femmes dans l'industrie chimique »,  in L'Europe nouvelle, no 29, 1918. [lire en ligne]

## Sources
- Cf. Archives nationales, AJ16 4739 (École Scientia) et 5740
- Archives de Paris DR1 494
- Archives de la préfecture de police, Associations
- Comptes rendus de l’Académie des sciences, CXXV, 1897.
- Alfred Lambert-Ribot, Exposition internationale de Liège, rapport général 1930.